# Horstmannolochus pulchripennis
Horstmannolochus pulchripennis är en stekelart som först beskrevs av Szepligeti 1906.  Horstmannolochus pulchripennis ingår i släktet Horstmannolochus och familjen brokparasitsteklar. Inga underarter finns listade i Catalogue of Life.